# Pennisetum nodiflorum
Pennisetum nodiflorum är en gräsart som beskrevs av Adrien René Franchet. Pennisetum nodiflorum ingår i släktet borstgräs, och familjen gräs. Inga underarter finns listade i Catalogue of Life.